# Кондо, Нобутакэ
Нобутакэ Кондо (яп. 近藤 信竹 Кондо: Нобутакэ, 25 сентября 1886, Осака — 19 февраля 1953) — адмирал Японского императорского флота во время Второй мировой войны. Командующий 2-м флотом. Фактически к началу войны стал вторым лицом на флоте после адмирала Исороку Ямамото.

## Биография
Кондо — коренной житель Осаки. Он окончил Военную академию Императорского флота Японии в составе 35-го выпуска первым из 172 кадетов. В качестве курсанта он изначально служил на крейсере «Ицукусима» и броненосце «Микаса». После того, как он стал офицером, служил на крейсере «Асо», эсминце «Кисараги» и линкоре «Конго». В 1912—1913 годах служил военно-морским атташе в Великобритании. После того, как он вернулся в Японию, проходил краткую службу на линкоре «Фусо».
С началом Первой мировой войны служил на различных должностях, пока в 1916—1917 годах не стал старшим артиллерийским офицером на крейсере «Акицусима».
После окончания войны Кондо учился в Высшей военной академии Императорского флота Японии, после чего 1 декабря 1919 года был повышен до капитана 3-го ранга.
В 1920—1923 годах Кондо находился в Германии в составе японской делегации, целью которой было удостовериться в том, что Германия соблюдает Версальский договор. По возвращении 1 декабря 1923 года он был повышен до капитана 2-го ранга и направлен на шесть месяцев на линкор Муцу. В 1924—1925 он был адъютантом кронпринца Хирохито. Затем Кондо становится преподавателем в Военной академии Императорского флота и получает звание капитана 1-го ранга. Служит на нескольких должностях в генштабе флота Японии. В 1929—1930 является капитаном крейсера Како, а в 1929—1930 — линкора Конго.
Кондо получил звание контр-адмирала 15 ноября 1933 года, начальника штаба Объединённого флота в 1935-м и вице-адмирала 15 ноября 1937 года.

### Вторая мировая война
После начала Японо-китайской войны в 1937 году Кондо принял командование 5-м флотом Японской империи в операции на Хайнани и операции в Шаньтоу.
К моменту нападения на Пёрл-Харбор Кондо командовал 2-м флотом Японской империи, в частности, во вторжении в Малайю, Филиппины и Голландскую Ост-Индия. Он командовал рейдом в Индийский океан и во время битвы за Мидуэй. Его силы играли главную роль в боях за Гуадалканал, сражении у восточных Соломоновых островов (23—25 августа 1942) и бою у островов Санта-Крус (26—27 октября). Кондо также вёл японские силы в бою за остров Саво (14—15 ноября 1942).
После последней битвы за Гуадалканал (15 ноября 1942), Кондо лично вёл линейный крейсер Кирисима вместе с крейсерами Нагара, Атаго, Сэндай, Такао в атаку на аэропорт Хониара. Флот Кондо вступил в бой с американскими кораблями South Dakota и Washington и проиграл его, потеряв Кирисиму. Это поражение изменило ход противостояния за Гуадалканал.
Кондо был деморализован поражениями гуадалканальской кампании, и вскоре его сняли со всех постов, предполагающих реальную власть. Его отправили на острова Трук.
Кондо назначили заместителем командира Объединённого флота в октябре 1942, а 29 апреля 1943 — дали звание полного адмирала. Кондо стал главковерхом Китайского флота в декабре 1943 и оставался на этом посту до мая 1945, когда он получил место в Высшем военном совете.